# Mojmír Preclík
Mojmír Preclík (9. února 1931, Dlouhá Ves, okr. Rychnov nad Kněžnou – 16. srpna 2001, Liberec) byl český sochař, keramik, restaurátor a fotograf.

## Život
V letech 1946–1949 studoval SOŠ keramickou v Teplicích a v letech 1949–1954 sochařství na Vysoké škole uměleckoprůmyslové v Praze u prof. Jana Kavana. (obor užitá keramika). Po absolvování vojenské služby se na školu vrátil, aby zde absolvoval čestný rok.
Byl členem střediska Mánes (1954) do jeho zrušení a od roku 1958 členem skupiny M 57, se kterou vystavoval od roku 1959 do roku 1970. Jedinou autorskou výstavu v Praze měl sochař roku 1964. V Teplicích si oblíbil arteficielní hudbu a později studoval soukromě hru na příčnou flétnu u prof. Zdeňka Bruderhanse. V letech 1959 až 1990 hrál barokní hudbu se svými přáteli, kteří se scházeli v ateliéru Jiřího Rady. S přáteli ze skupiny M 57 (Václav Kiml, Stanislav Podhrázský, Josef Jíra) pobýval v druhé polovině šedesátých let během léta v Nezabudickém mlýně na Berounce.
Během normalizace v sedmdesátých letech se vzdal sochařské práce a uchýlil se na venkov do Kryštofova Údolí v Jizerských horách (za Ještědským hřbetem). Živil se restaurováním a k sochařství se vrátil až roku 1982, vystavoval však až do roku 1989 pouze v malých místních galeriích v okolí Turnova. V roce 1978 se oženil s výtvarnicí Janou Švábovou, jejich dcera Marie Preclíková se narodila 1981. Sochař neměl ateliér a od jara do podzimu pracoval venku v prostoru za svou chalupou. Jeho sochy od roku 1982 vypaloval keramik a chemický inženýr Jaroslav Lada, který byl Preclíkovým sousedem. Od konce 80. let Mojmír Preclík snímal sochy, své ruce a okolí chalupy v Kryštofově Údolí videokamerou a fotografoval sochy ve svém pražském ateliéru. Zimní období trávil v Praze, kde většinou kreslil a zpracovával fotografie. Jeho dílo bylo znovuobjeveno v 90. letech a vystavováno kromě českých galerií rovněž v Německu, USA a Francii.
Mojmír Preclík zemřel po delší nemoci 16. srpna 2001 v Liberci.

## Dílo
Mojmír Preclík je solitérem mezi poválečnými sochaři, neboť prakticky celé dílo vytvořil v ústraní své venkovské chalupy a odborná veřejnost se o něj začala zajímat až počátkem 90. let, kdy své sochy, kresby a fotografie představil na několika souborných výstavách doma i ve světě. Začal kreslit a modelovat už v dětství a z reálného gymnázia v Rychnově nad Kněžnou jako patnáctiletý přestoupil na Státní odbornou školu keramickou v Teplicích-Šanově. Na střední škole a později na VŠUP se seznámil s románským, antickým i moderním francouzským uměním a jeho rané kresby i sochy byly ovlivněny kubismem a dynamickým a expresivním barokem (Hrubá síla, 1962, vystaveno na bienále mladých v Paříži).
Modeloval sochy v hlíně, sádře a v letech 1962–64 také v polyesteru, který patinoval. Ve druhé polovině 60. let používal pískovec, mramor a opuku pro figurální sochy a hlavy vycházející z kubistického tvarosloví (Socha a město, Liberec 1969). Počátkem 80. let získal možnost vypalovat v keramické peci a proto se vrátil k modelování v hlíně, které vyhovovalo jeho zaujetí pro figuraci. Měřítko jeho soch se od komorních plastik (Grünewald, 1982, pálená hlína, 23 cm) postupně zvětšovalo spolu s možností využití stále dokonalejších pecí, které postavil jeho soused a přítel, keramik Lada. Poslední Preclíkovy sochy z 90. let v kamenině již mají téměř metrové proporce (Dáma z Vezelay, 1992/3, 96 cm).

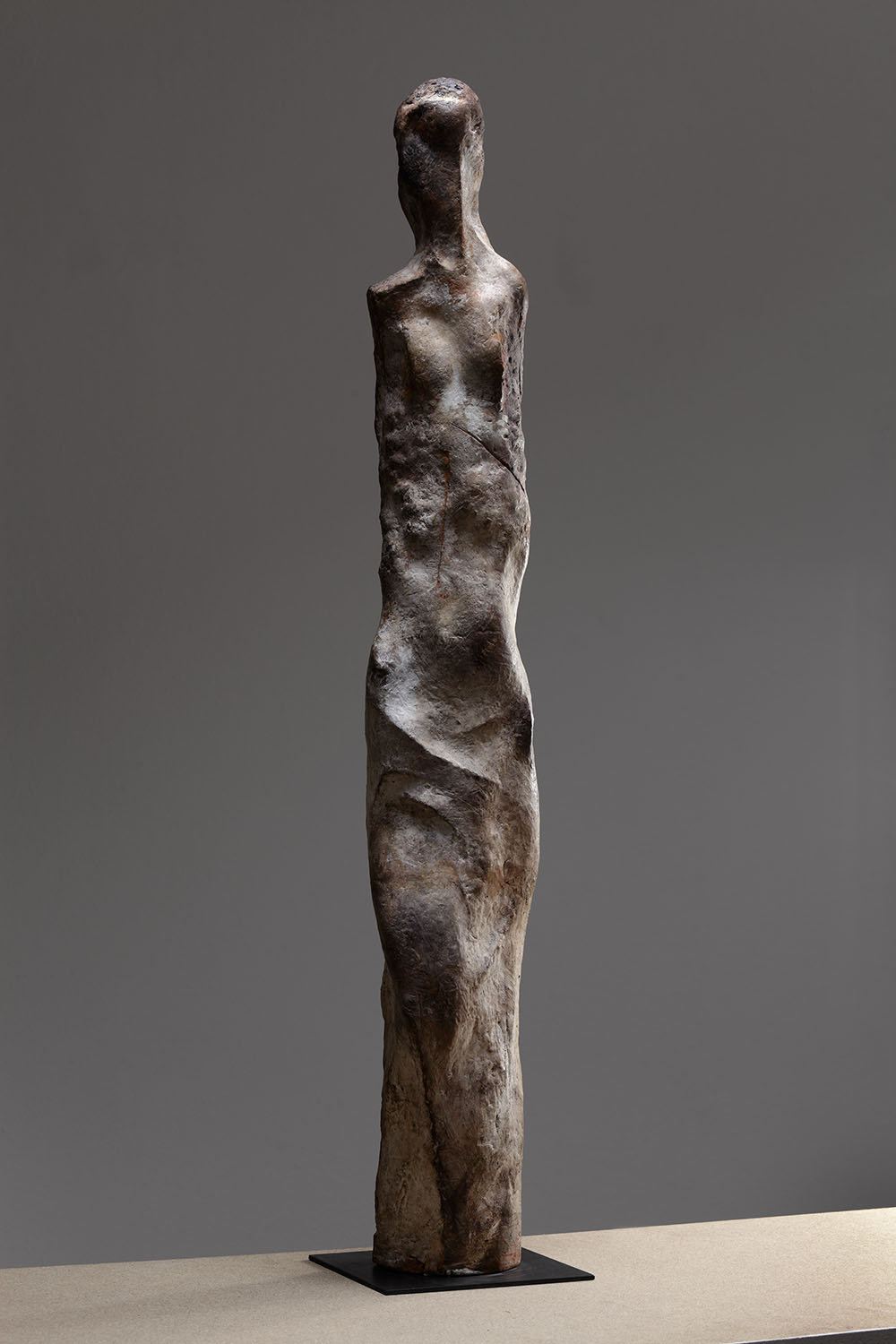
Dáma z Vezelay (1990)
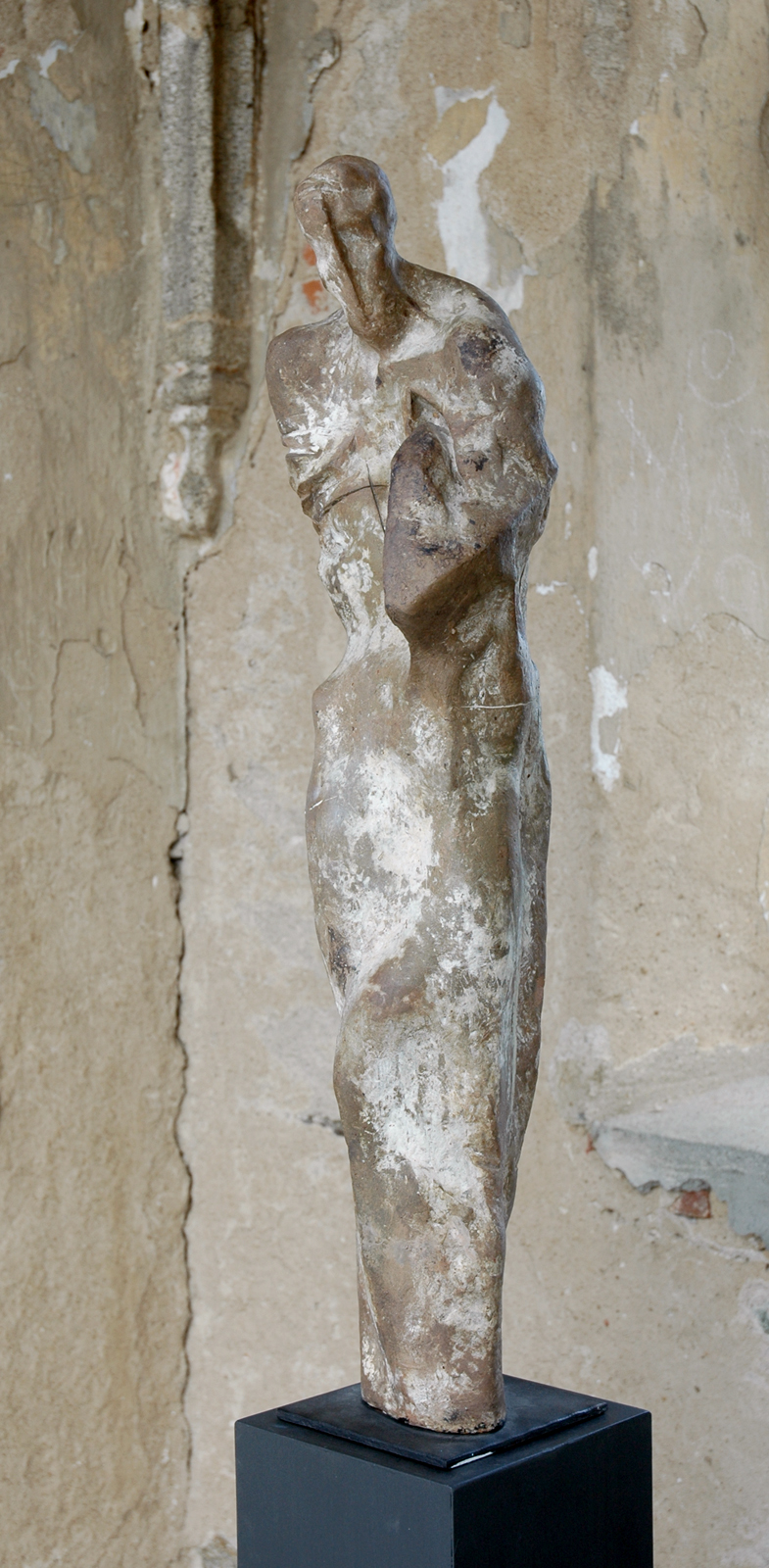
Figura, 90. léta
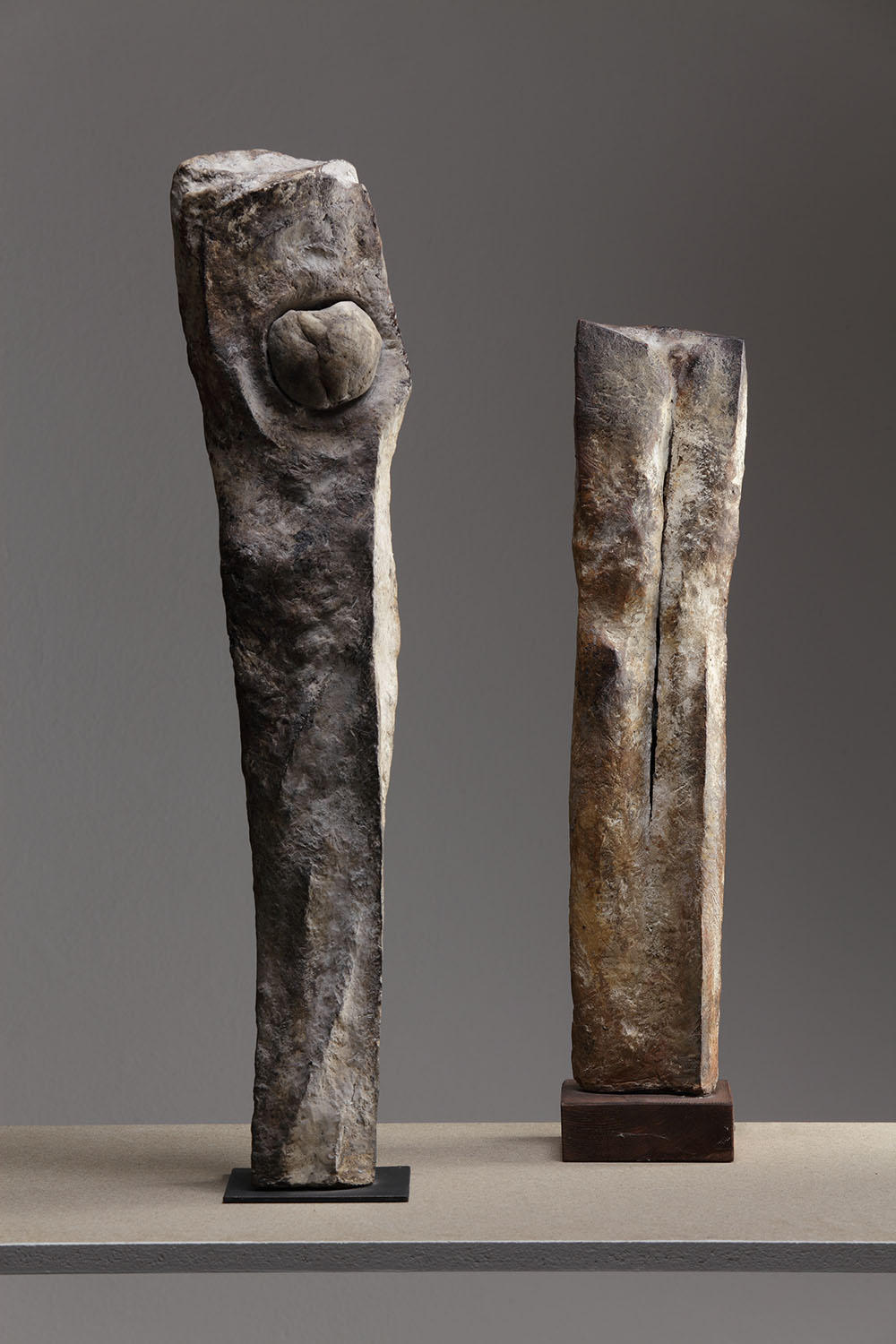
z cyklu Oblázky-balvany, z cyklu Torza (90. léta)
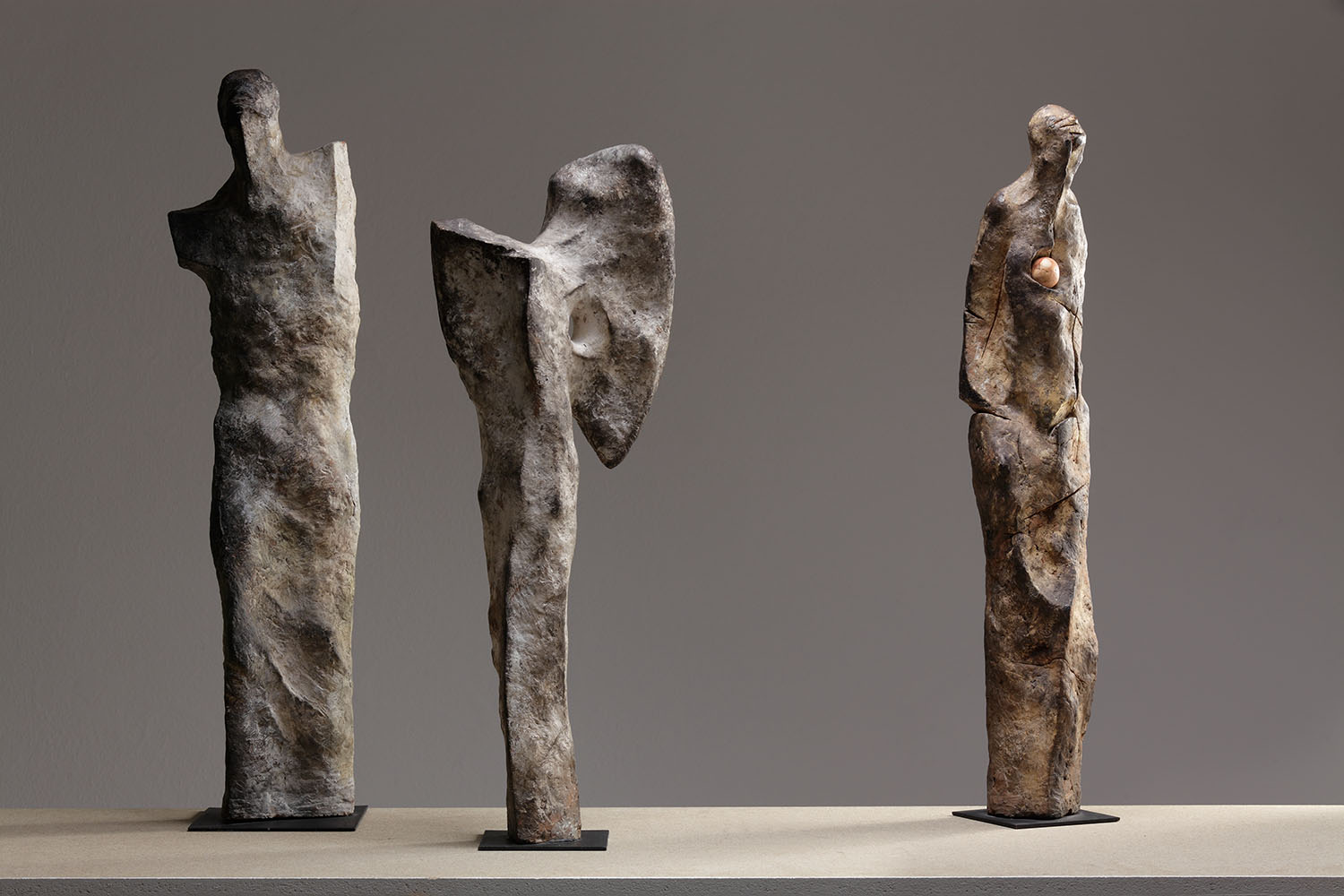
z cyklu Torza, Figura s křídlem, z cyklu Oblázky-balvany (1990)
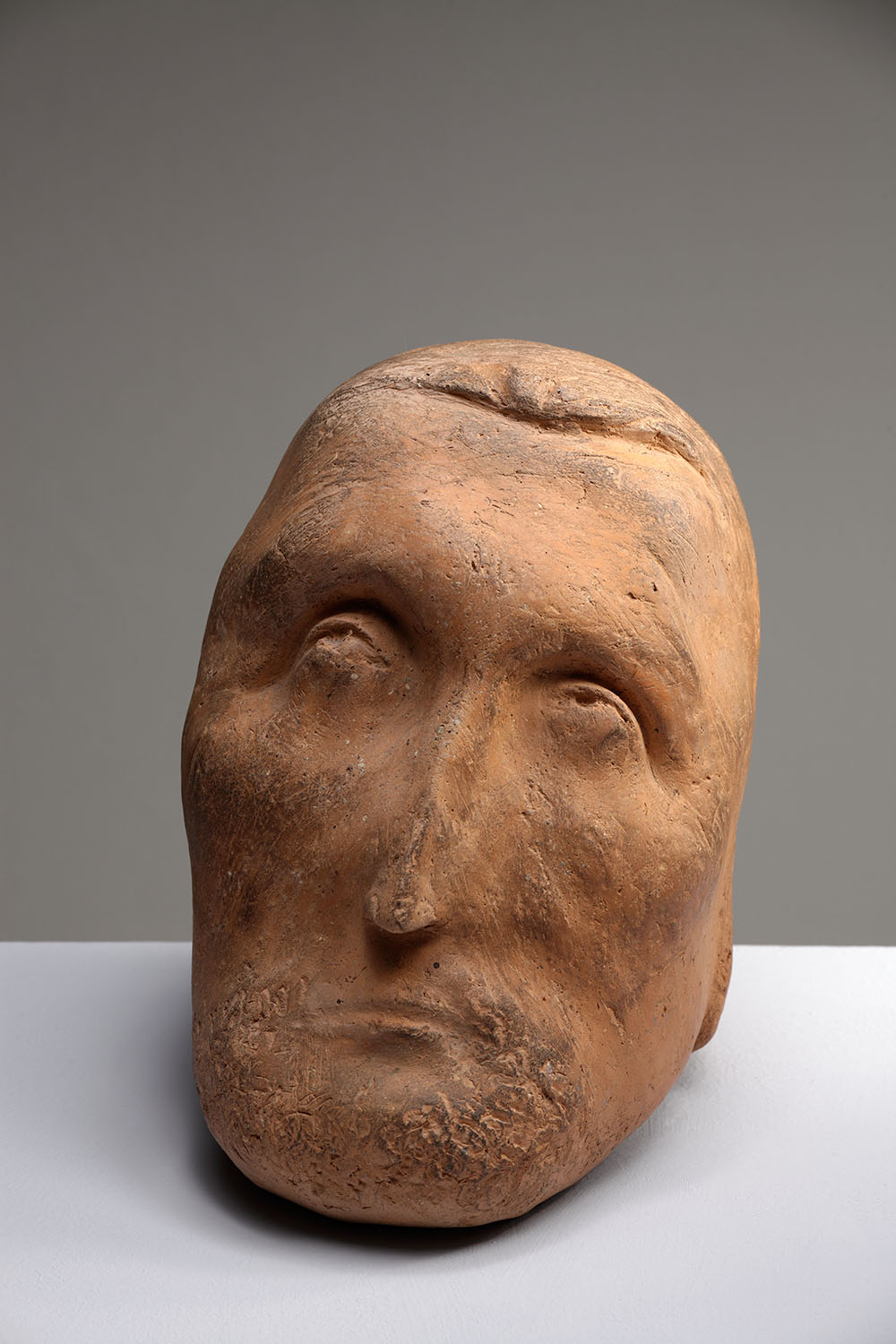
Grünevald (1982)
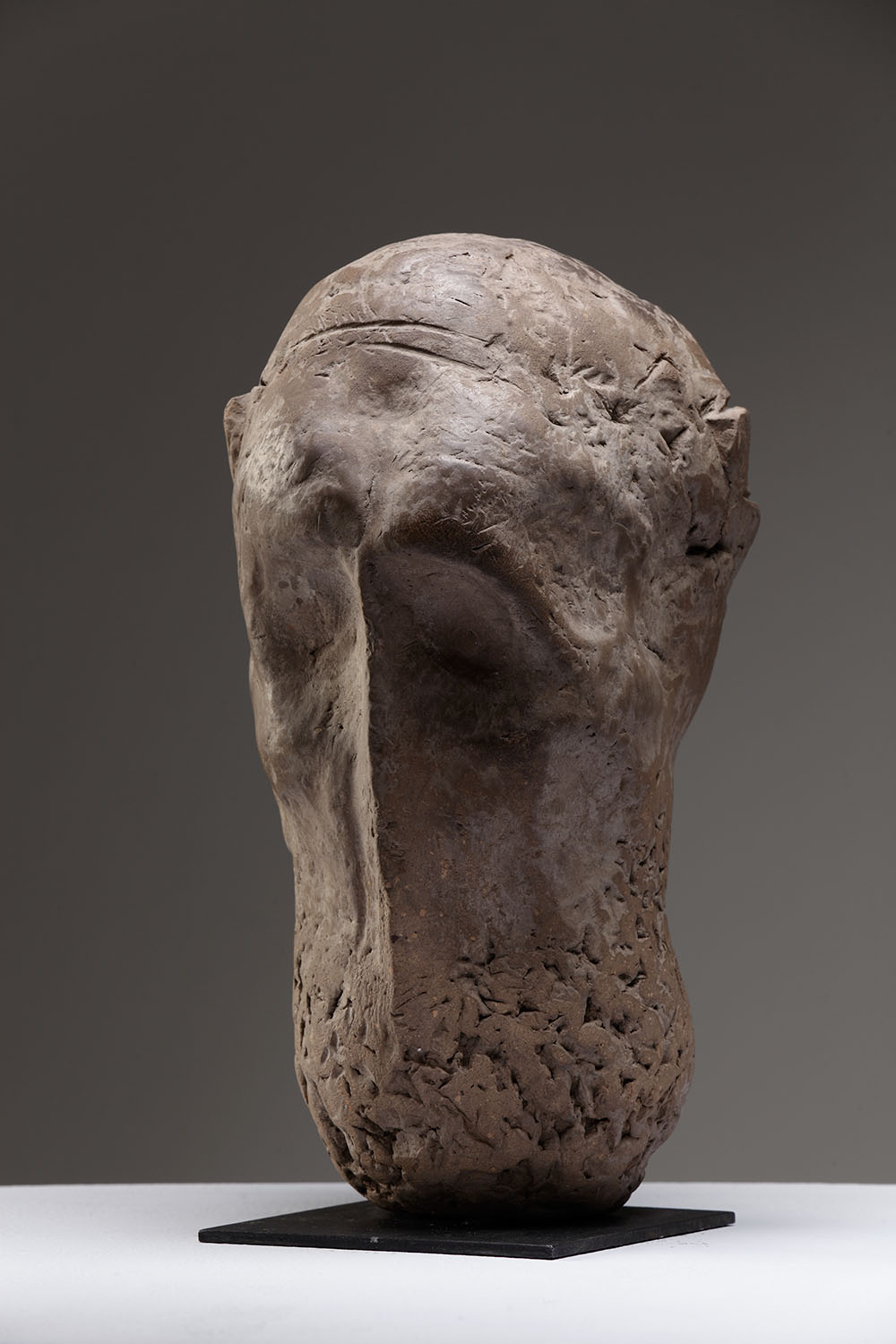
Hlava římská (1984)

Mojmíra Preclíka nezajímal svět, v němž chyběl člověk. V sochách i kresbách se jím zabýval prakticky bez výjimky. Plastiky z první poloviny 80. let jsou dynamické a expresivní (Starý muž, 1984), ale pozdější díla jsou tvarově střízlivější, více frontální a jejich expresivita je ztajená. Preclíkovy sochy jsou citlivě stavěny v souvislém plošném reliéfu a vyznačují se pevným a sevřeným obrysem a štíhlými liniemi. Ve splývající drapérii oděvu je někdy naznačeno vykročení nebo pohyb. Gesta rukou, která obvykle zobrazují vlastní téma (Figura soustředěná, 1989, cyklus Sdělení, 1991), jsou modelována úsporně nebo jen naznačena lineárními vrypy na povrchu. Morfologie sochy střídá oblé a ostré přechody a je nositelem napětí (Cyklus Torza, 90. léta). Preclíkovo zaujetí přírodní realitou a světlem je vyjádřeno v povrchové úpravě soch oxidy kovů nebo kaolinem a zemitou barevností hmoty. Odkazem k přírodě jsou někdy oblázky zasazené v místě rukou nebo povrchové struktury kamenů otisknutých v hlíně.
Autor řadil sochy do časově otevřených cyklů – v 80. letech Oblázky (balvany), Evy, Adamové, v 90. letech Torza, Madony, Andělé. Některé reliéfy z přelomu 80. a 90. let a také sochy z 90. let rozvíjejí téma dialogu a jsou od počátku koncipovány jako dvojice, kde jedna figura naslouchá druhé (cykly Setkání, Sdělení). K sochám existuje množství kresebných studií, v nichž stavba figur z vzájemně se prostupujících ploch a objemů odkazuje na kubistická východiska Preclíkovy tvorby (Dvě figury, 1995).
Autorovy fotografie vlastních rukou pořízené z videozáznamů v období kolem roku 1990 provázejí jeho krátké básnické texty ve stylu japonských Haiku. Míra fotografické stylizace trojrozměrné skutečnosti a pojetí jejích sochařsky vnímaných charakteristik zcela harmonují s ostatní tvorbou.

### Kresby

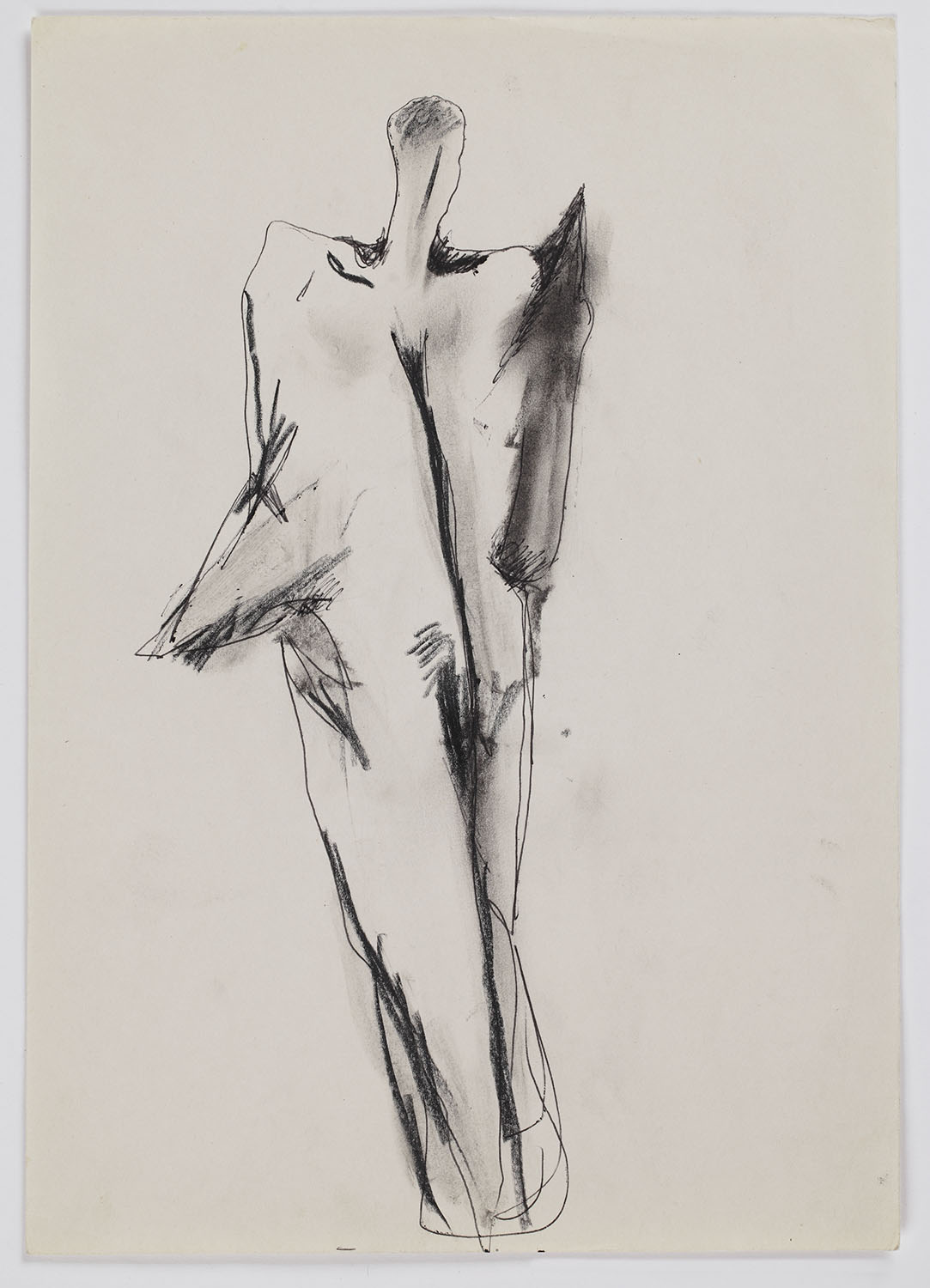
Figura (po r. 1985)
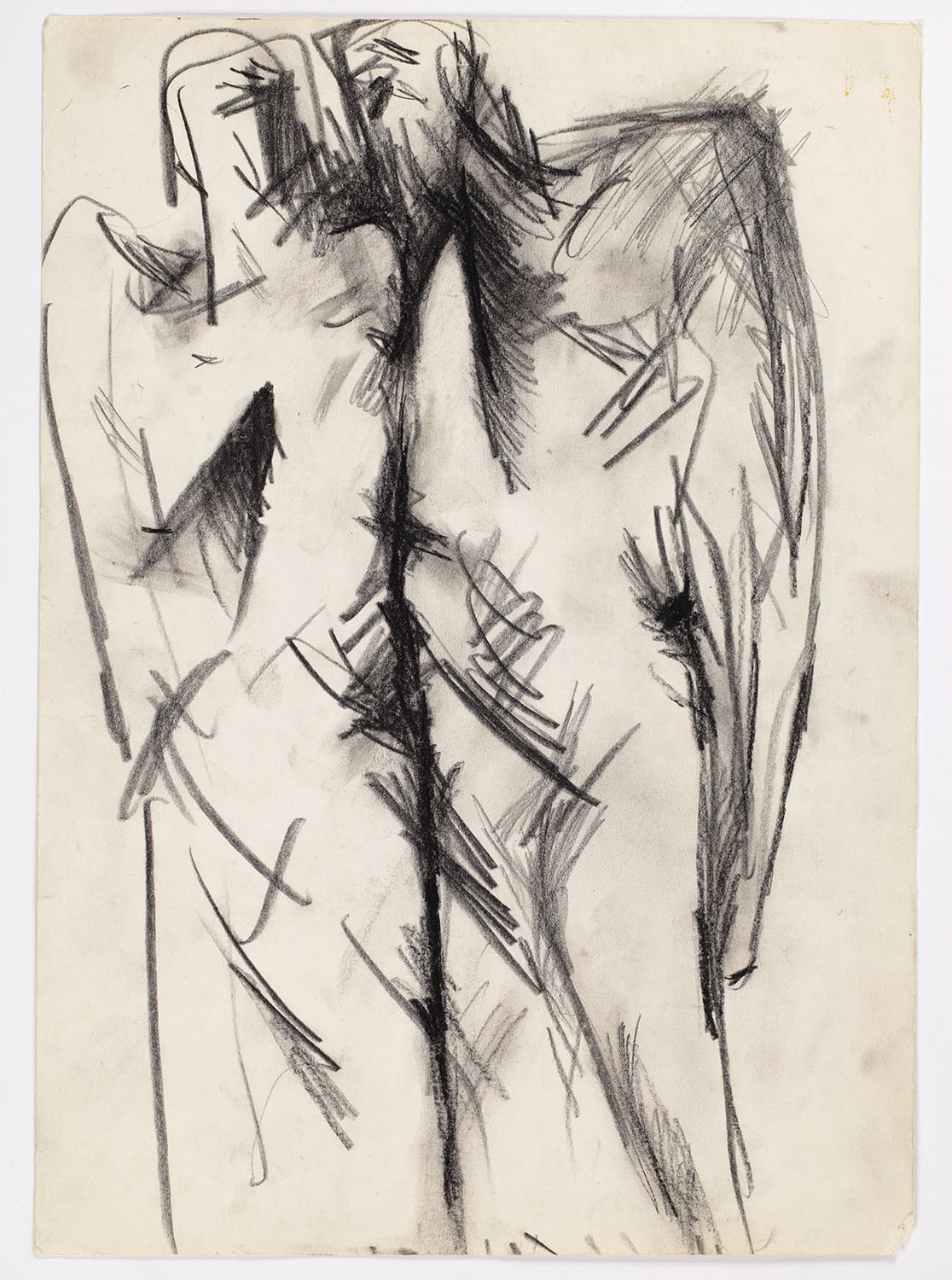
Dva (kolem r. 1995)
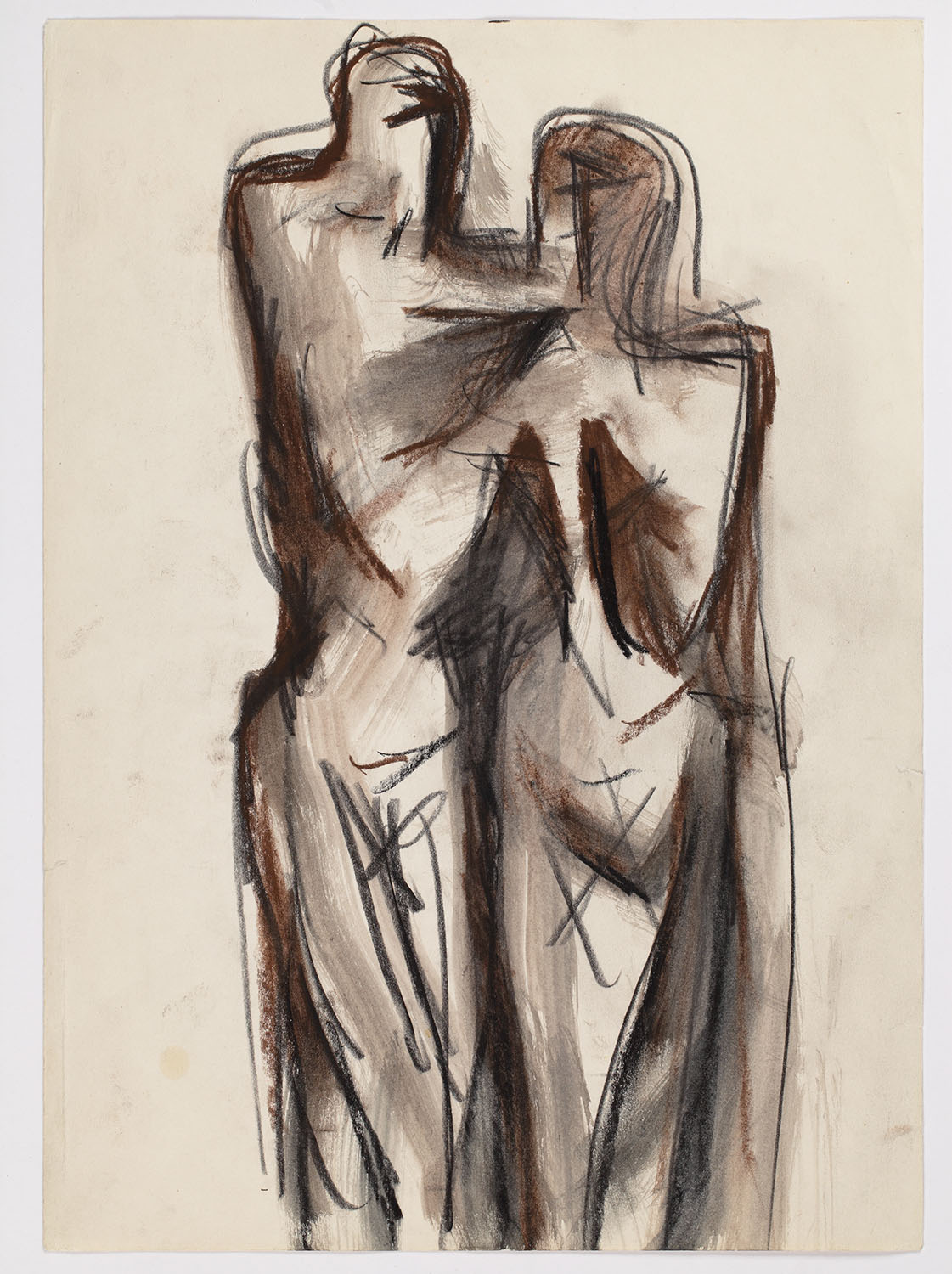
Dvě figury (kolem r. 1995)
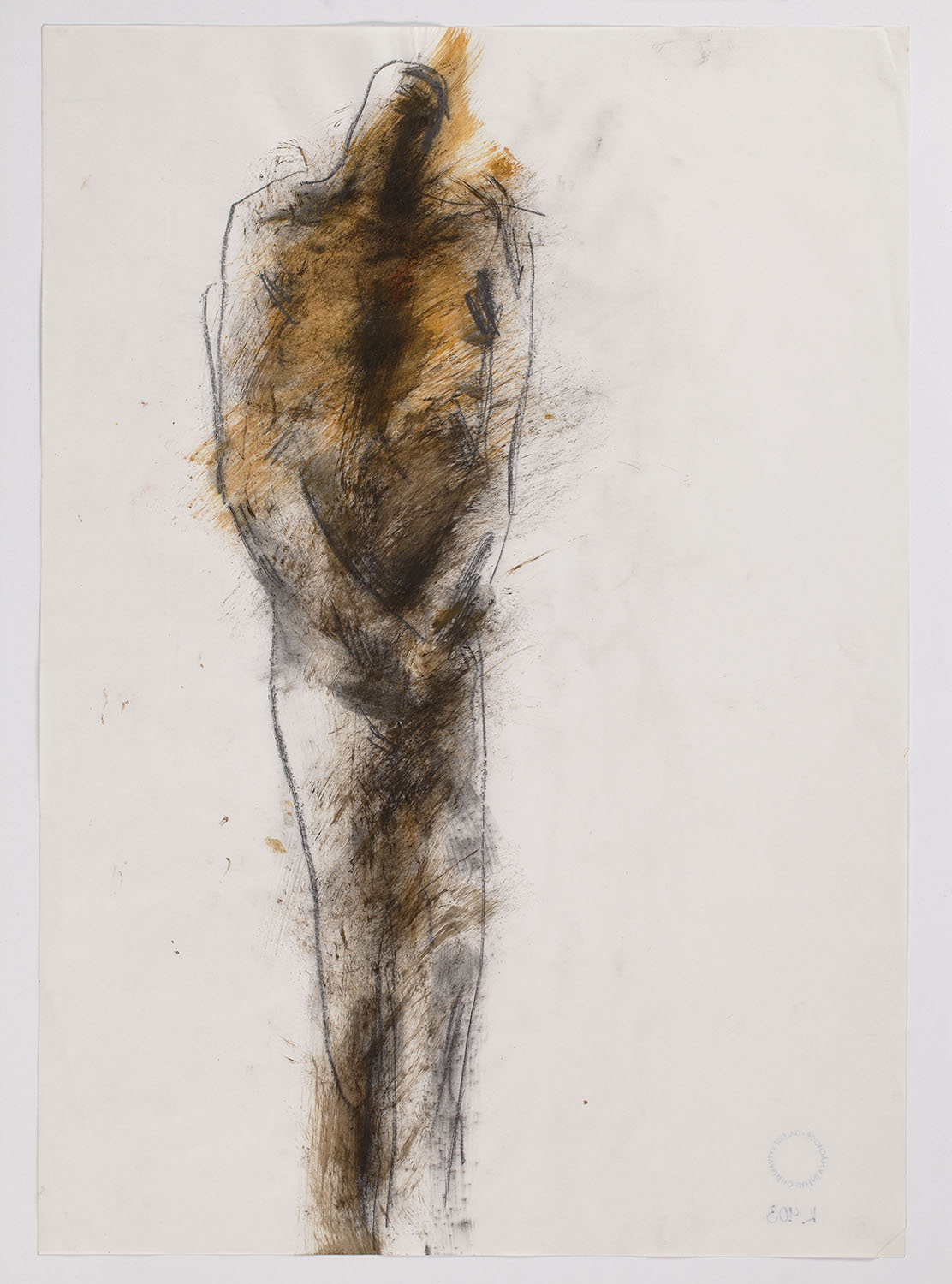
Skica k soše Člověk jen tak I (kolem r. 1995)
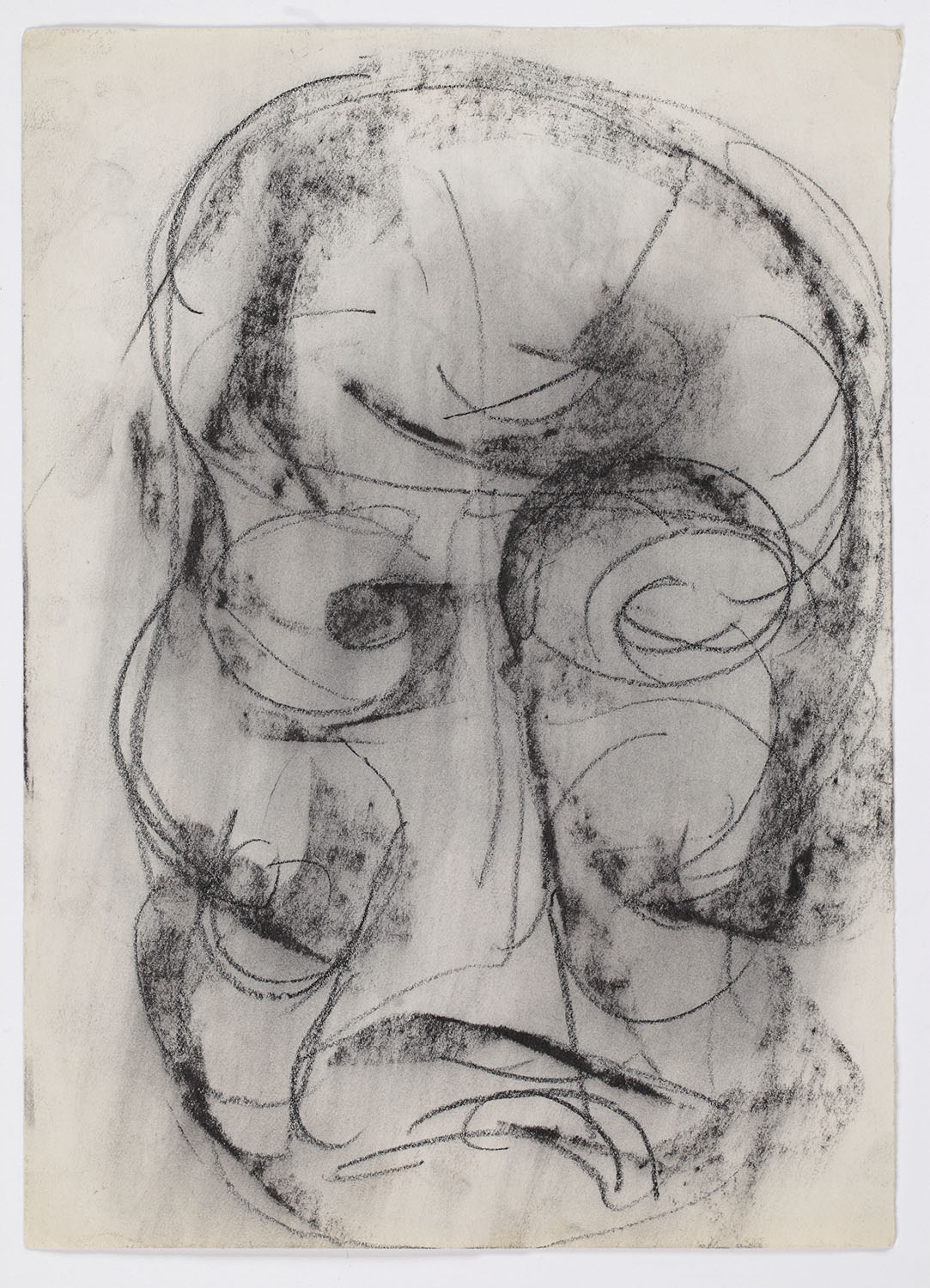
Hlava (kolem r. 1985)
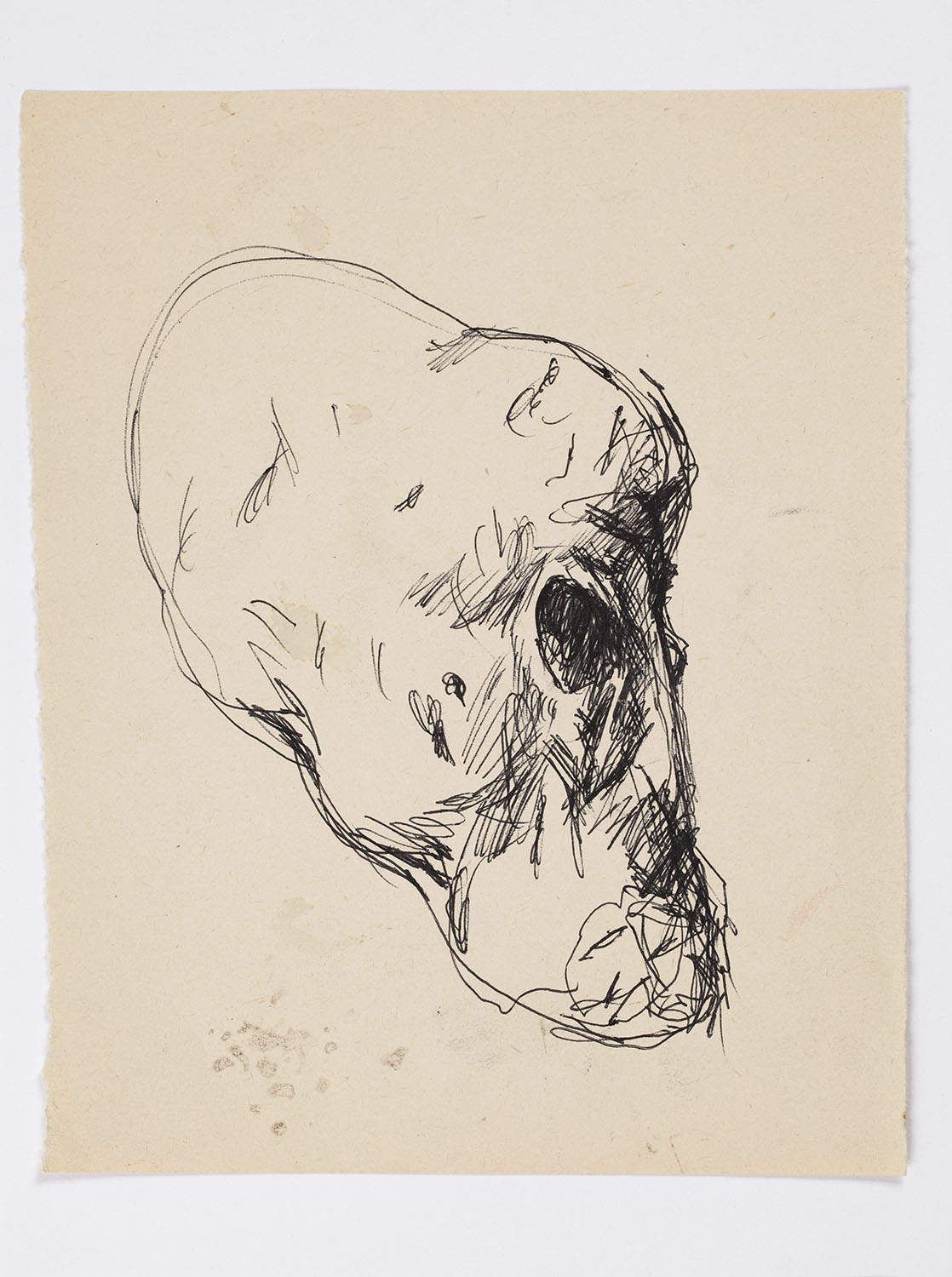
Lebka (po r. 1985)
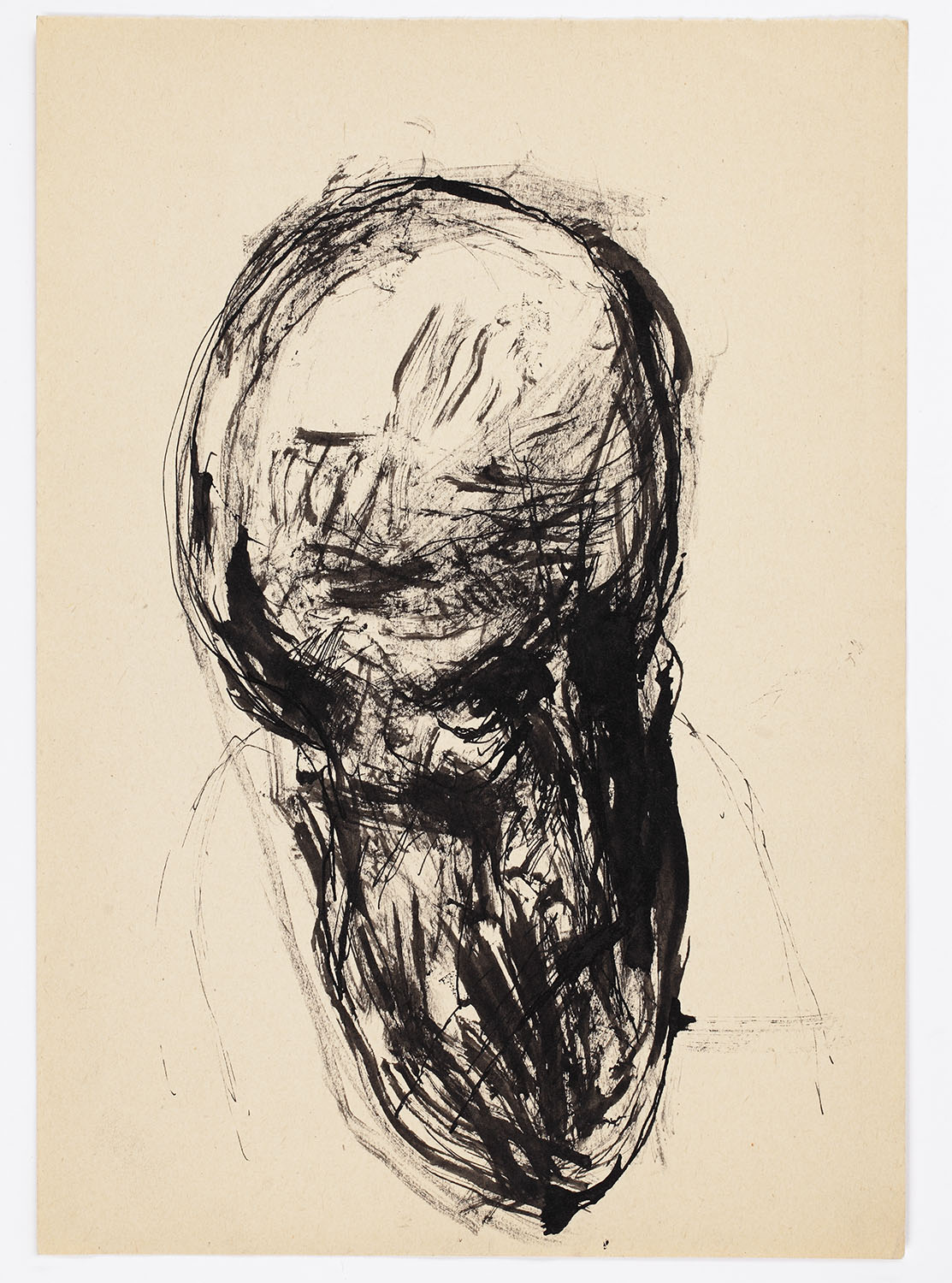
Hlava vousatého muže (po r. 1985)
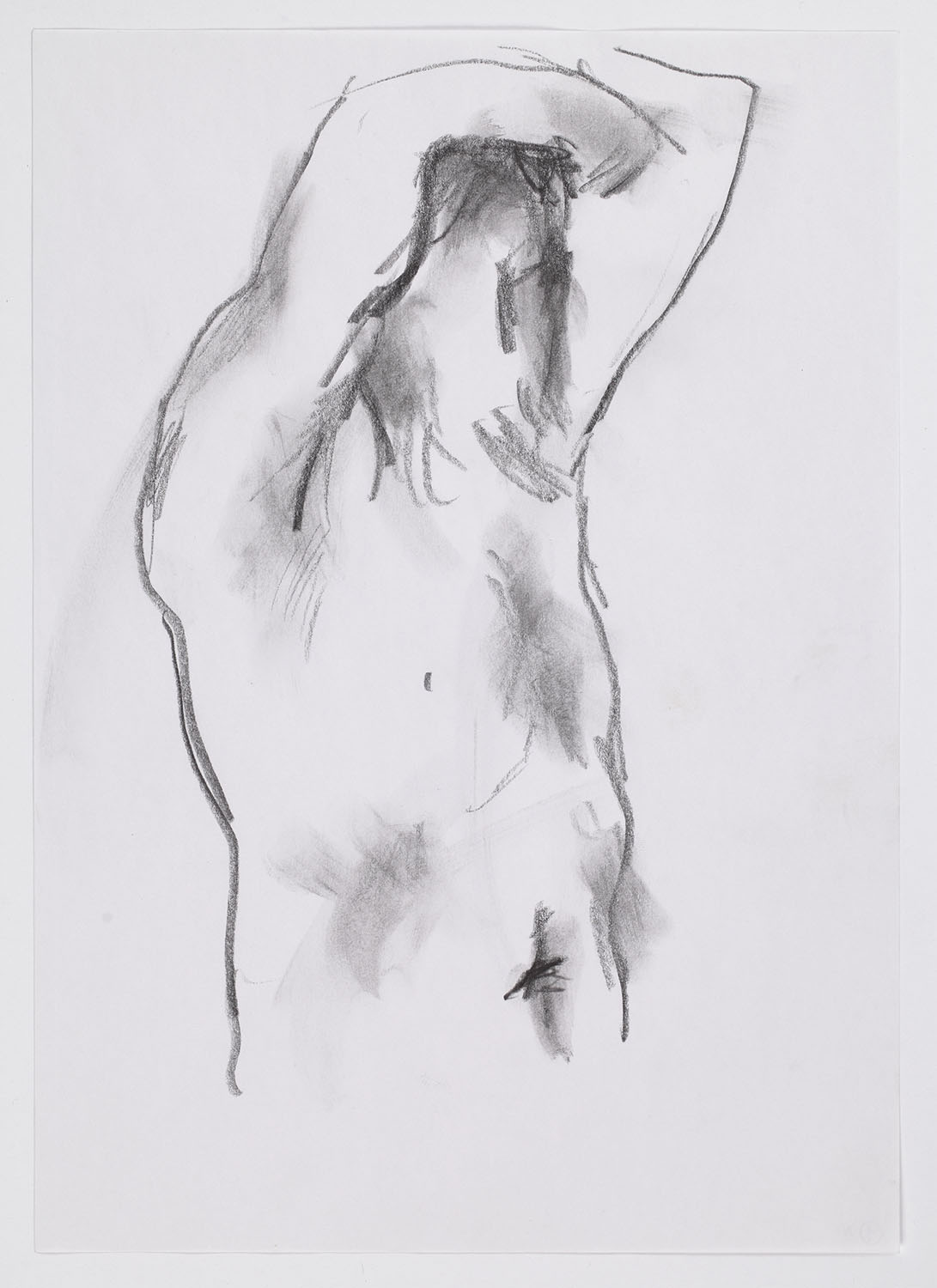
Mužský půlakt (1995)

### Ocenění
- 1966 hlavní cena na výstavě Sochařská bilance, Olomouc[3]

### Zastoupení ve sbírkách
- Národní galerie v Praze
- Galerie hlavního města Prahy
- Oblastní galerie Liberec
- Galerie moderního umění v Hradci Králové
- Galerie moderního umění v Roudnici nad Labem
- Galerie umění Karlovy Vary
- Galerie výtvarného umění v Náchodě
- Galerie města Trutnova
- Severočeská galerie výtvarného umění v Litoměřicích
- Východočeská galerie v Pardubicích
- Galerie Klatovy/Klenová
- Galerie Benedikta Rejta, Louny
- Muzeum umění Olomouc
- Horácká galerie v Novém Městě na Moravě
- Úřad městské části Praha 8
- Soukromé sbírky v České republice, Německu, Francii, Anglii, Švýcarsku, USA, JAR

### Výstavy

#### Autorské (výběr)
- 1964 Mojmír Preclík, Jaroslav Šerých, Síň Čs. spisovatele, Praha
- 1979 Mojmír Preclík: fotografie, MNV Kryštofovo Údolí
- 1980 Mojmír Preclík: plastiky, Jiří Rada: obrazy, MNV v Malé Skále
- 1985 Mojmír Preclík: plastiky, Jiří Rada: obrazy, OM Českého ráje v Turnově
- 1986 Mojmír Preclík: plastiky, Jiří Rada: obrazy, OG v Jičíně
- 1989 Mojmír Preclík: plastiky, Jiří Voves: obrazy a kresby, Zámek Staré Hrady, Libáň
- 1991 Mojmír Preclík: Sochy, Vörstetten, Waldkirch-Kollnau, Německo
- 1994 Mojmír Preclík: Sochy, Galerie výtvarného umění v Náchodě, zámecká Jízdárna
- 1997 Mojmír Preclík: Sochy, kresby, Galerie výtvarného umění v Havlíčkově Brodě
- 1998 Mojmír Preclík: Sochy, Bohumil Žemlička: Obrazy, Galerie R.O.M.E., Grenoble
- 1999 Mojmír Preclík: Sochy, fotografie, básně, Lederburský palác a zahrady, SÚPP, Praha
- 2001/02 Mojmír Preclík 1931–2001: Sochy, SGVU v Náchodě, Galerie města Plzně
- 2002/03 Mojmír Preclík: Sochy a kresby 90. let, OM Orlických hor, Rychnov nad Kněžnou, Galerie města Trutnova (s K. a O. Opltovými), Horácká galerie, Nové Město na Moravě
- 2003 Mojmír Preclík: Duch formy, GVU v Mostě
- 2005 Mojmír Preclík 1931–2001: Sochy, Oblastní galerie v Liberci
- 2008/09 Mojmír Preclík: Sochy, Miroslav Homola: Fotografie, Galerie moderního umění v Roudnici nad Labem
- 2009 Mojmír Preclík: Sochy, reliéfy, kresby, Muzeum Kroměřížska, Kroměříž
- 2011 Mojmír Preclík 1931–2001: Kresby, fotografie, sochy, Galerie výtvarného umění v Náchodě
- V letech 1995–1998 autor uspořádal výstavy v zahradě domu čp. 17 v Kryštofově údolí

#### Společné (výběr)
- 1958/59 Umění mladých výtvarníků Československa 1958. Obrazy a plastiky, Jízdárna Pražského hradu, Dům umění města Brna
- 1959 Skupina M 57: Obrazy, sochy, grafiky, Galerie Nová síň, Praha
- 1960 Skupina M 57: Obrazy, sochy, grafiky, Galerie Václava Špály, Praha, KG Liberec
- 1961 Skupina M 57, GVU v Chebu
- 1961 Realizace, Blok tvůrčích skupin, Galerie Václava Špály, Praha
- 1962 Skupina M 57, Galerie Nová síň, Praha, MM Mladá Boleslav
- 1962 Jaro 62, Mánes, Praha
- 1963 Rychnov 1963, Zámek Rychnov nad Kněžnou
- 1963 Biennale de Paris, Musée d´Art Moderne de la ville de Paris
- 1964 Rychnov 1964, Zámek Rychnov nad Kněžnou
- 1964 Socha 1964, Liberec
- 1965 Sochařská bilance 1955–1965, Olomouc
- 1965 Małarstwo a rzeźba z Pragi, Krakov
- 1966 Jarní výstava 1966, Mánes, Praha
- 1969 Socha a město, Liberec, Liberec
- 1969 M´57, Galerie Nová síň, Praha
- 1970 Tvorivá skupina M 57 – Praha: Obrazy, sochy a grafiky, Galéria Cypriána Majerníka, Bratislava
- 1980 Jiří Rada: Obrazy, Mojmír Preclík: Plastiky, Galerie U Řečických, Praha, Výstavní síň Malá skála
- 1987 Obrazy a sochy. Výstava pražských členů SČVU, Mánes, Praha
- 1988 Salón pražských výtvarných umělců '88, PKOJF, Praha
- 1989 Restaurátorské umění 1948–1988, Mánes, Praha
- 1997 Keramická plastika a kresby (Preclík, Manina, Oliva), Gallery SKLO, Atlanta, Georgie
- 1998 Skupina M 57, Obecní galerie Beseda, Praha 1, Galerie města Trutnova
- 1999/2000 Umění zrychleného času. Česká výtvarná scéna 1958–1968, Praha, Cheb
- 2000 Alfa 2000 omega, Galerie moderního umění v Roudnici nad Labem, Praha, Oblastní galerie Vysočiny v Jihlavě
- 2005 Opojná plasticita a ztělesnění duchovního světa, Figura v českém sochařství 20. století, Mánes, Praha
- 2007 Od sochy ... České sochařství 2. poloviny 20. století ze sbírek Galerie Klatovy / Klenová, Galerie U Bílého jednorožce, Klatovy
- 2009 Socha a město Liberec 1969, Oblastní galerie v Liberci
- 2010 Umělecká beseda: Pocta Bohuslavu Reynkovi, GVU v Havlíčkově Brodě
- 2011 XIX. letní keramická plastika, Hrad Klenová
- 2012 XX. letní keramická plastika / Summer Exhibition of Ceramic Sculpture, Hrad Klenová
- 2012 Socha a barva, ČVUT – fakulta architektury, Praha

### Katalogy
- Mojmír Preclík: Sochy, 1994, Zemina J, Rut P, Štroblová J , kat. 39 s., č., ang., Arbor vitae, Praha, SGVU v Náchodě, ISBN 80-85057-42-5
- Mojmír Preclík, 2001, Kapusta J ml., kat. 52 s., GVU v Náchodě, ISBN 80-85057-72-7
- Mojmír Preclík, 2011, Kapusta J ml., kat. 54 s., GVU v Náchodě, ISBN 978-80-87069-25-7

### Publikace
- Mojmír Preclík, Hrajku z švestkového hájku, básně, 80 s., Arbor vitae, Praha, ISBN 978-80-86300-29-0